# Parc naturel Trois Cimes
Le parc naturel Trois Cimes (en italien : parco naturale Tre Cime, en allemand : naturpark Drei Zinnen) se situe dans les Dolomites, dans la province autonome de Bolzano en Italie.

## Histoire
Le parc a été officiellement créé le 22 décembre 1981 par le président du conseil provincial de la province autonome de Bolzano. 
D'autres décrets qui ont mieux défini le statut et les règlements du parc ont été approuvés le 4 août 1987 (DPGD no 200) et le 4 décembre 1990 (DPGP no 251). 
Le 25 février 2010, la Commission provinciale du paysage, présidée par Artur Kammerer, a approuvé le changement de nom du parc, qui est passé de « parc naturel des Dolomites de Sesto » à « parc naturel des Tre Cime »,.

## Territoire

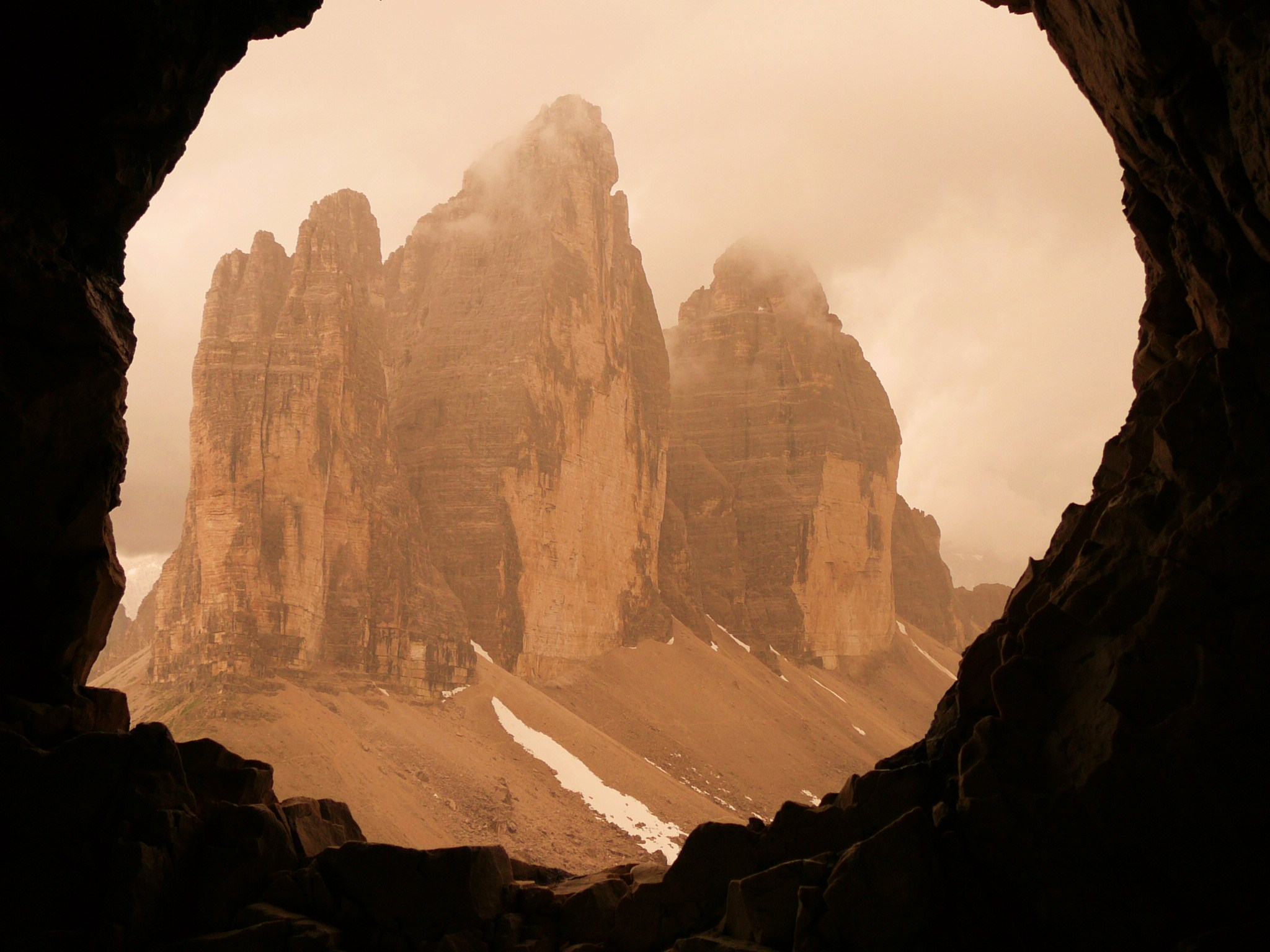
Les Tre Cime di Lavaredo vu du Monte Paterno.

Le parc couvre une superficie de 11 891 ha, dont 4 112 sur la commune de Dobbiaco, 4 026 sur la commune de Sesto et 3 753 sur la commune de San Candido. 
Il est situé dans le secteur nord-est des Dolomites (il comprend la partie méridionale des Dolomites de Sesto) et est limité au nord par le val Pusteria, à l'est par la vallée de Sesto (et par le parc naturel Fanes - Sennes et Braies), au sud par la frontière provinciale avec Belluno et à l’ouest par le val di Landro. 
Depuis 2009, le parc naturel Trois Cimes fait partie du patrimoine mondial de l'UNESCO et de Natura 2000, principal organe de l'Union européenne consacré à la conservation de la biodiversité. 
Le parc est réputé par les sommets des dolomites, parmi lesquels figure la face nord du Tre Cime di Lavaredo. 
D'autres pics importants sont le Dreischusterspitze (de) (3 152 m), le Monte Popera (it) (3 046 m), la Croda dei Baranci (2 922 m), le Monte Paterno (2 744 m), la Cima Una (it) (2 698 m), la Cima Undici (3 092 m) et la Croda dei Toni (3 094 m). 
Sur le territoire du parc se trouve un fort autrichien de la Première Guerre mondiale, le fort Haideck.   

### Géologie
À l'intérieur du parc, se trouvent plusieurs formations géologiques typiques des Dolomites, par exemple la dolomite du Mendola au col du Monte Croce di Comelico et la dolomite Sciliar au Rocca dei Baranci. La dolomite Sciliar constitue également la base solide des massifs méridionaux du parc, tels que les Cima Undici, la Croda dei Toni, le Monte Popera, le mont Paterno et les Tre Cime di Lavaredo. Au-dessus de cette couche, il y a des couches de marnes argileuses, de dolomite grise, de riebl, qui ont permis, par exemple, la formation des lacs de Piani.

### Lacs
Le seul lac important du parc est le lac de Landro. Cependant, dans le parc, il y a d'autres petits lacs : le lac Malga di Mezzo, les lacs de Piani, les lacs de l'Alpe Lunga, les lacs de Cime.

## Flore
Les deux tiers du parc sont constitués de roches et de débris parmi lesquels certaines fleurs peuvent pousser, telles que la potentilla nitida, le rhododendron, l'ancolie des Alpes, la gentiane, l'anémone, la campanula scheuchzeri ou encore l'edelweiss. 
Cependant, dans les parties du parc où il y a moins de glissements de terrain, des arbres tels que le mélèze et le pin des Alpes peuvent pousser. 

## Faune
Il y a de nombreux oiseaux dans le parc. En plus de l'aigle royal, il y a la buse, le corbeau, le chevêchette d'Europe, le Grand Tétras, le lagopède, le tétras lyre, le pinson des arbres, l'accenteur alpin, la chevêche d'Athéna, le pic noir et le pic épeiche. 
Dans les prairies, il n’est pas rare de rencontrer des colonies de chamois, de chevreuils et de marmottes. 
Ces dernières années, des spécimens de renne ont été importés de Finlande. Ils sont actuellement conservés à la station de montagne de la Croda Rossa di Sesto. En 2007, la famille était constituée de 10 spécimens. 
La race bovine Highland est une autre espèce importée ces dernières années dans le Tyrol du Sud et dans le parc. 

## Accès
Le parc peut être atteint depuis : 
- la vallée de la Rienza, au départ de la val di Landro ;
- le val Fiscalina ;
- le val de Campo di Dentro ;
- Misurina et  le refuge Auronzo au sud des Tre Cime Di Lavaredo dans la province de Belluno.

## Hébergement
Le centre d'accueil du parc Naturel des Tre Cime est situé dans le centre culturel Grand Hôtel de Dobbiaco (46° 43′ 23″ N, 12° 13′ 32″ E). Il est géré par la province autonome de Bolzano. 

### Refuges
- Refuge Antonio Locatelli ;
- Refuge Auronzo ;
- Refuge Zsigmondy-Comici ;
- Refuge Tre Scarperi ;
- Refuge Pian di Cengia.

### Via ferrata
- Via ferrata De Luca-Innerkofler
- Strada degli Alpini

## Galerie

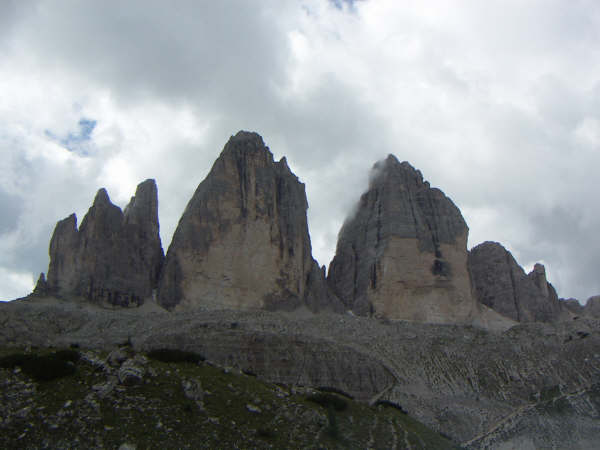
Les Tre Cime di Lavaredo.
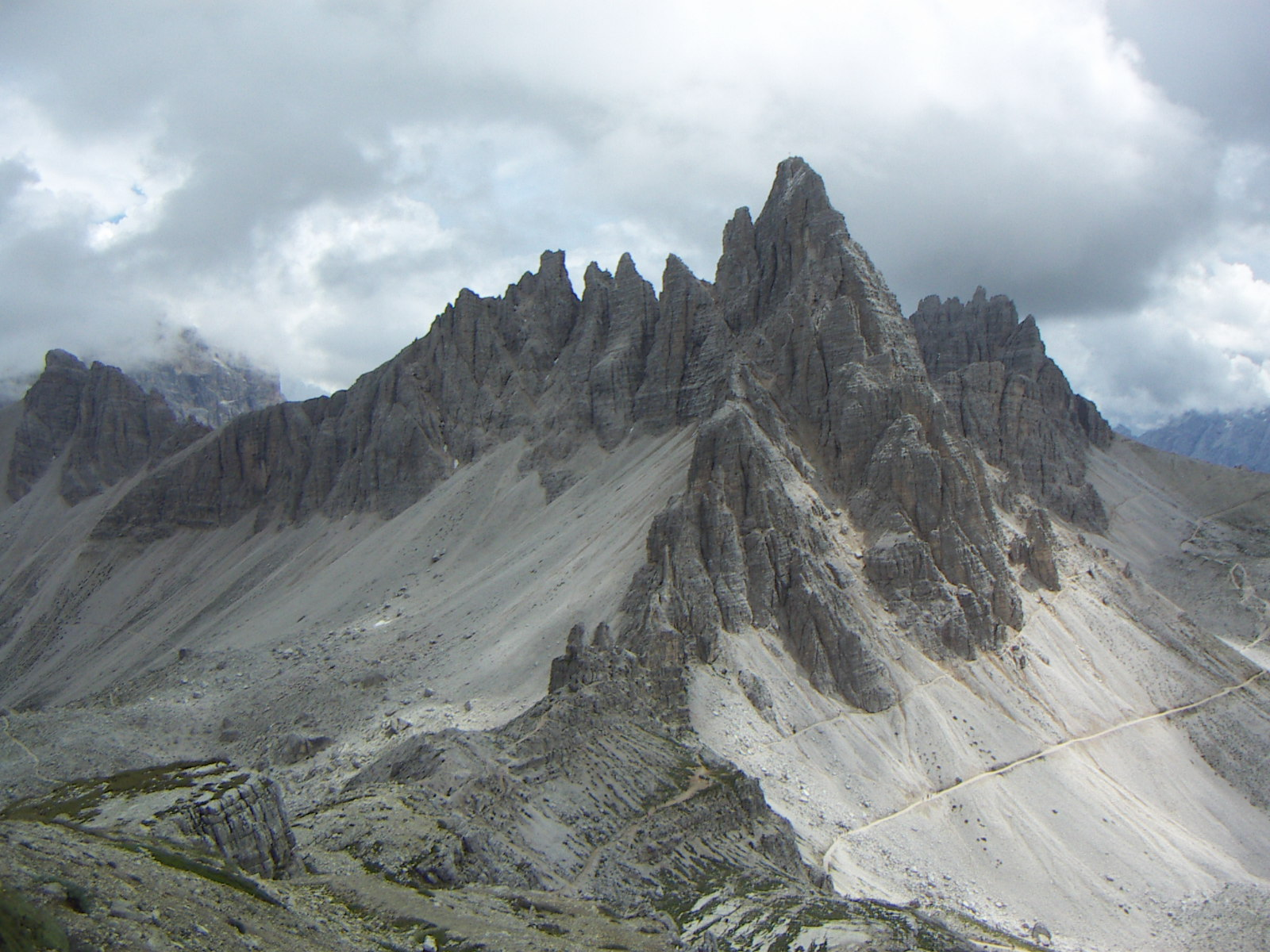
Le Monte Paterno.
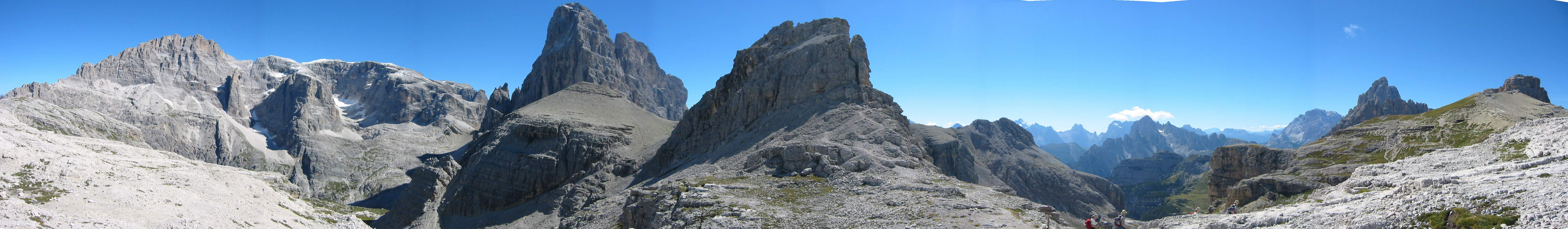
Le refuge Pian di Cengia.
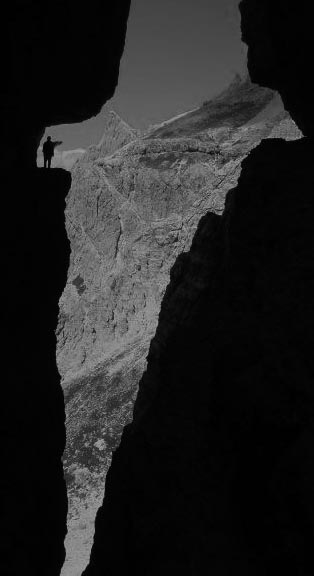
Le sentiero degli Alpini.
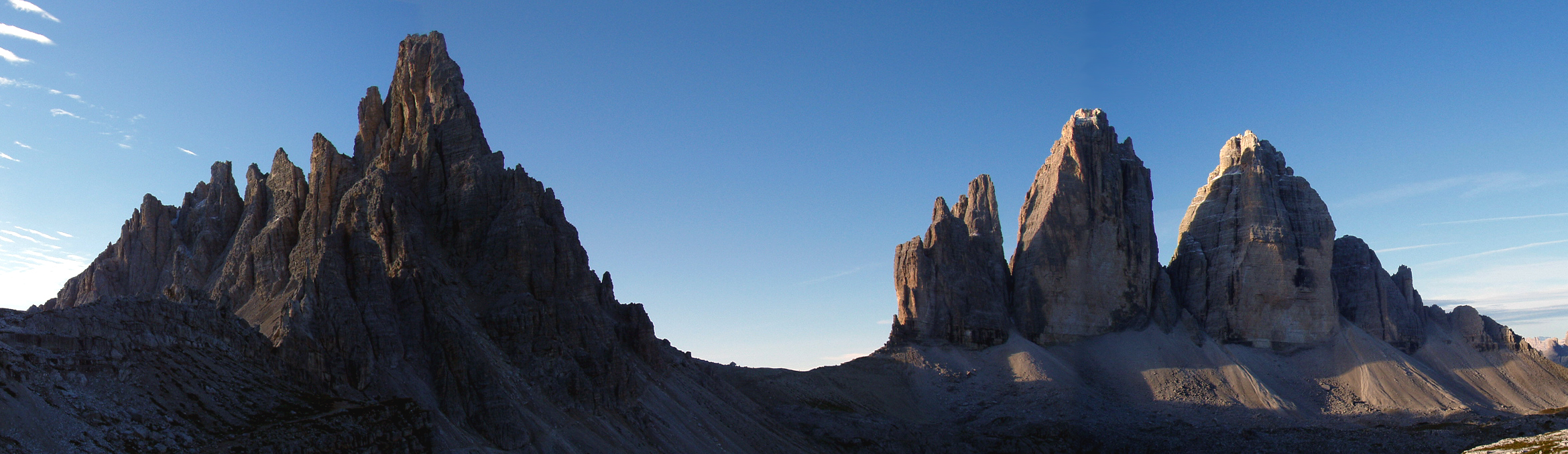
Le Monte Paterno et les Tre Cime di Lavaredo.
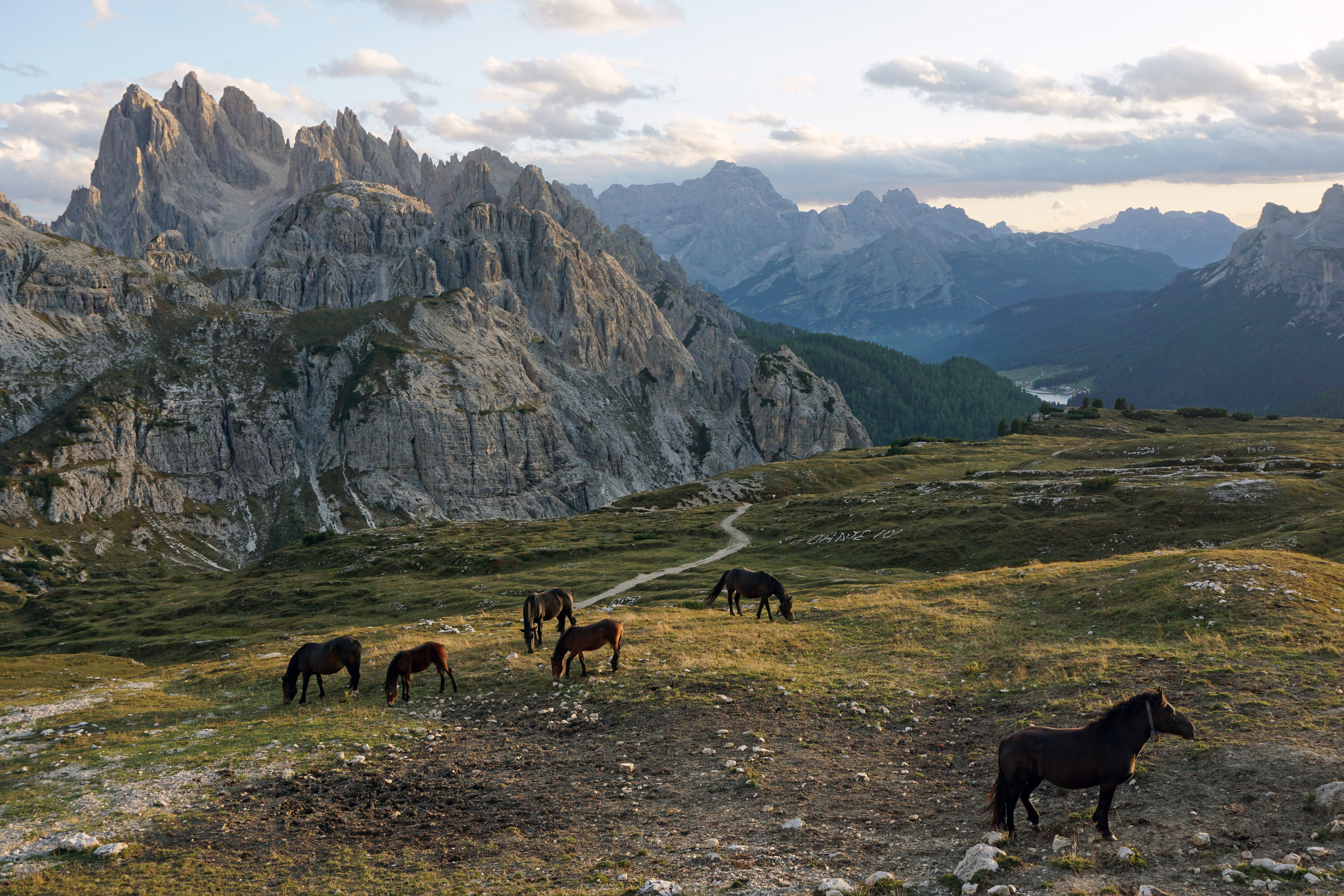
Chevaux dans le parc naturel des Tre Cime. Septembre 2019.